# Manuel Bernardo de Sousa Enes
Manuel Bernardo de Sousa Enes (Vila do Topo, 5 de Novembro de 1814 — Portalegre, 8 de Setembro de 1887) foi um prelado católico, sucessivamente bispo de Macau (1873-1883), bispo de Bragança e Miranda (1883-1886) e finalmente de bispo de Portalegre (1886-1887).

## Biografia
D. Manuel Bernardo de Sousa Enes nasceu na Vila do Topo, na ilha de São Jorge (Açores), ao tempo sede do concelho do Topo, filho de Faustino de Sousa Enes e de sua mulher Antónia Joaquina Teixeira Soares.
Cedo ingressou no Convento de São Diogo da Ordem dos Frades Menores (franciscanos), situado na sua terra natal, tendo professado em 1831, com 17 anos de idade. Passou a usar o nome de «Manuel Bernardo dos Santos», nome que manteve durante a década seguinte.
Com a extinção das ordens religiosas masculinas, ocorrida em 1834, mudou-se para a ilha Terceira, inicialmente para a freguesia das Doze Ribeiras, onde estudou com o subdiácono José Lourenço da Rocha. Mudou-se depois para a freguesia de Santa Bárbara, localidade onde assumiu as funções de professor primário da escola masculina da freguesia.
Partiu para o Brasil a 12 de outubro de 1840, chegando a Pernambuco a 17 de novembro daquele ano. Acabou por se fixar na cidade de São Salvador da Bahia, onde administrou o Colégio da Conceição, sendo naquela instituição professor de Latim e Grego a partir de 1841. Alguns anos depois optou pelo sacerdócio, sendo ordenado presbítero pelo bispo do Pará,  D. José Afonso de Morais Torres, celebrando a primeira missa em 8 de dezembro de 1845.
Regressou a Portugal em setembro de 1849, matriculando-se na Faculdade de Teologia da Universidade de Coimbra. Concluído o curso, em 1854 foi convidado a ingressar no corpo docente da Faculdade de Teologia, instituição onde se doutorou em 16 de julho de 1857, tornado-se lente em 1861 e catedrático em 1872, regendo, em simultâneo, entre 1871 e 1873, no Seminário de Coimbra, as cadeiras de Direito Natural, Teologia Moral, Direito Canónico e Dogmática Especial.
Em 25 de Junho de 1873, foi apresentado bispo de Macau, cargo em que foi confirmado pelo papa Pio IX em 15 de Junho de 1874. Foi sagrado na Igreja de Santa Maria Madalena, em Lisboa, a 27 de dezembro do mesmo ano. Contudo, só partiria para o Extremo Oriente em 9 de novembro de 1876, tendo chegado à Cidade do Santo Nome de Deus de Macau no 1.º de Janeiro seguinte. Aí permaneceu até 10 de março de 1883, devido às dificuldades em encontrar um prelado que o substituísse.
Durante o seu episcopado em Macau, exercia as funções de reitor do Seminário de São José de Macau e nomeou o padre António Joaquim de Medeiros para o cargo de superior da Missão e vigário-geral de Timor. Neste período estabeleceram-se oficialmente em Macau as Filhas da Caridade Canossianas, que para aquela cidade tinham ido em 1873. Também reorganizou o Seminário e a administração dos bens das missões portuguesas na China, estabelecendo as tarifas de emolumentos paroquiais para as missões de Timor. Foi autor de três letras pastorais, publicadas em 1877 e 1878.
A 26 de abril de 1883, foi designado bispo de Bragança-Miranda, quando ainda estava em viagem rumo a Lisboa, tendo sido sagrado a 1 de outubro, mas apenas entrando na sua diocese em 11 de julho de 1884.
Por motivos de saúde, aí permaneceu pouco tempo, já que os ares transmontanos em nada o favoreciam, tendo sido transferido para a diocese de Portalegre, então em sede vacante, em 24 de junho de 1885. Foi à frente do governo dessa diocese que faleceu em 8 de setembro de 1887.